# Культура (Краснодарский край)
Культура — хутор в Тихорецком районе Краснодарского края России. Входит в состав Хопёрского сельского поселения.

## Население
| 2002 | 2010 |
| ---- | ---- |
| 24   | ↘5   |

## Улицы
- ул. Калинина[4].